# يوزيف كوكوتشكا
يوزيف كوكوتشكا (مواليد 13 مارس 1957) هو لاعب كرة قدم. يلعب مع منتخب تشيكوسلوفاكيا لكرة القدم. سبق له أن لعب في كأس العالم لكرة القدم مع منتخب بلاده.

## روابط خارجية
- يوزيف كوكوتشكا على موقع الاتحاد الدولي (مؤرشف)  (الإنجليزية)
- يوزيف كوكوتشكا على موقع قاعدة بيانات كرة القدم.إي يو (الإنجليزية)
- يوزيف كوكوتشكا على موقع ناشيونال فوتبول تيمز (الإنجليزية)
- يوزيف كوكوتشكا على موقع عالم كرة القدم.نت (الإنجليزية)